# Шърли Менсън
Шърли Ен Менсън (на английски: Shirley Ann Manson) е шотландска певица и актриса, най-известна като вокалистка на рок групата „Гарбидж“.

## Биография
Родена е в Единбург на 26 август 1966 г. Майка ѝ Мюриел е джаз певица, а баща ѝ Джон е преподавател по генетика. На 7 години Шърли се научава да свири на пиано, по-късно постъпва в музикално училище. Там тя участва театралния кръжок и играе в разни постановки.
Музикалната си кариера започва в няколко местни музикални групи, но първата по-сериозна формация, в която участва, е Goodbye Mr. Mackenzie, където свири на клавишни инструменти и е беквокалистка. Първият запис на групата с Менсън е „Death of a Salesman“ и е издаден през 1984 г. С Шърли в състава си групата издава 2 албума. За третия е планирано някои песни да се изпълняват от нея, но през 1993 г. звукозаписната компания MCA Records прекратява договорът си с формацията и подписва самостоятелен с Менсън. Паралелно с това членовете на Goodbye Mr. Mackenzie участват в страничния проект Angelfish и издават едноименен албум през 1994 г. Клипът на песента „Suffocate Me“ е често пускан по MTV. Благодарение на тази песен Шърли печели популярност и Стив Маркър я кани за вокалистка в групата му Garbage.
Първото прослушване на певицата в Гарбидж минава ужасно и Шърли се връща в Angelfish. Последните обаче скоро прекратяват своето съществуване и през август 1994 г. Шърли Менсън става вокалистка на Гарбидж. Дебютният им албум е издаден през 1995 г., а в хитове се превръщат песните „Stupid Girl“ и „I'm only happy when it rains“. Албумът става двойно платинен в САЩ, Великобритания и Австралия. Вторият албум „Version 2.0“ е издаден през 1998 г., а Шърли е авторка на повечето песни в него, в които присъстват електро и техно елементи. Този албум е номиниран на награда „Грами“ през 1999 г. Паралално с турнето, представящо Version 2.0, Шърли става модел на Calvin Klein. През 2000 г. е записан третият албум на Гарбидж, озаглавен Beautiful Garbage. Той не повтаря комерсиалния успех на предишните два. По време на концерт Шърли губи гласа си и претърпява операция на гласните струни. През 2005 г. излиза албумът „Bleed Like Me“, който покорява музикалните класации в САЩ. През октомври 2005 г. Гарбидж временно прекратяват концертната си дейност.
През март 2006 г. Шърли започва работа над самостоятелен албум, но той остава неиздаден, тъй като лейбълът Geffen Records отказва да го издаде. През 2007 г. Гарбидж записват няколко нови песни и издават компилацията „Absolute Garbage“. През 2008 Шърли се снима в сериала Терминатор: Хрониките на Сара Конър. Има епизодични роли в Любовта е опиат и Помни ме. През 2012 г. Garbage издават поредния си албум „Not Your Kind of People“.
Между 2019 и 2021 г. е водеща на подкаста „The Jump“, в който музиканти разказват за песента, променила цялата им кариера.

## Дискография
Goodbye Mr. Mackenzie (беквокал и клавишни)
- Good Deeds and Dirty Rags (1988)
- Fish Heads and Tails (1989)
- Hammer and Tongs (1991)
- Goodbye Mr. Mackenzie (1992)
- Five (1993)

Angelfish (вокал и китара)
- Angelfish (1994)

Garbage (композитор, вокал, китара, клавишни)
- Garbage (1995)
- Version 2.0 (1998)
- Beautiful Garbage (2001)
- Bleed Like Me (2005)
- Absolute Garbage (2007)
- Not Your Kind of People (2012)
- Strange Little Birds (2016)
- No Gods No Masters (2021)

## Филмография
- „В нейните обувки“ – 2005
- „Терминатор: Хрониките на Сара Конър“ – 2008 – 2009
- „Любовта е опиат“ – 2010
- „Помни ме“ – 2010
- „Бой с ножове“ – 2012
- „Топ летци“ – 2017 – 2018 (озвучаващ актьор)